# Opel 28/70 PS
Der Opel 28/70 PS war ein PKW der Oberklasse, den die Adam Opel KG nur im Jahre 1910 als Nachfolger des Modells 30/50 PS baute.

## Geschichte und Technik
Der 28/70 PS war das stärkste Modell in der damaligen Opel-Modellpalette, stärker noch als der zeitgenössische 34/65 PS, wenn auch mit kleinerem Hubraum.
Der 28/70 PS hatte einen seitengesteuerten Vierzylinder-Blockmotor mit 7270 cm³ Hubraum (Bohrung × Hub = 115 mm × 175 mm), der 70 PS (51 kW) bei 1600/min. leistete. Der Motor war wassergekühlt; für den Kühlwasserumlauf sorgte eine Zentrifugalpumpe. Die Motorleistung wurde über eine Lederkonuskupplung, ein manuelles Vierganggetriebe und eine Kardanwelle an die Hinterachse weitergeleitet. Damit erreichte der Wagen eine Höchstgeschwindigkeit von 90 km/h.
Am Stahlblech-U-Profilrahmen waren die beiden Starrachsen an halbelliptischen Längsblattfedern aufgehängt. Die Betriebsbremse war eine Innenbackenbremse, die auf die Ausgangswelle des Getriebes wirkte. Die Handbremse war als Trommelbremse an den Hinterrädern ausgeführt.
Der Wagen war als viersitziger Doppelphaeton, als viertürige Pullman-Limousine oder als ebensolches Landaulet erhältlich. Die billigste Variante (Doppelphaeton) kostete 15.000 RM.
Die Fertigung des 28/70 PS wurde Ende 1910 eingestellt. Nachfolger war der erst ab 1914 gebaute 29/70 PS.